# Трофей Вільяма М. Дженнінгса
Трофей Вільяма М. Дженнінгса (англ. William M. Jennings Trophy) — щорічна нагорода, яку вручають воротарям НХЛ за найменшу кількість пропущених шайб в поточному сезоні, котрі зіграли не менше 25 ігор за свою команду.

## Правова форма (складова) нагородження
Переможець в номінації обирається на основі ігор регулярного сезону та воротарям команди, що пропустила менше за всіх шайб. Цю нагороду присуджують воротарям НХЛ за найменшу кількість пропущених шайб в поточному сезоні, котрі зіграли не менше 25 ігор за свою команду. Аж до 1981 року, «Везина Трофі» присуджували під цим визначенням, але надалі було змінено деякі дефініції в правилах і додано «Вільям М. Дженнінгс Трофі» саме під це визначення.

## Історія створення
До сезону 1980-81 років, Везина Трофі присуджували воротарям команди, які пропускали найменшу кількість шайб в ході регулярного сезону. Однак було визнано, що ця система часто означала, що трофей вирушав до воротарів в команди з найкращим захистом (а оскільки рівень команд з роками вирівнювався — то подекуди доводилося вибирати між воротарями навіть команд майже аутсайдерів), натомість найкращі з воротарів деколи навіть не попадали в списки номінантів. Тому були введені зміни, щоб нагороджувати «Везина Трофі» найвидатніших воротарів в сезоні, яких вибирали Генеральні менеджери команд НХЛ. А «Вільям М. Дженнінгс Трофі» була заснована як приз для воротаря, що провів  поточний сезон в команді (понад 25 ігор) і відстояв на воротах з найменшою кількістю пропущених шайб серед інших претендентів з інших команд.
Нагорода-кубок «Вільям М. Дженнінгс Трофі» було пожертвувано радою директорів НХЛ і вперше представлено в кінці сезону 1981-82 років. Вона названа на честь покійного Вільяма М. Дженнінгса, розбудовника й популяризатора хокею в Сполучених Штатах Америки.

## Вільям М. Дженнінгс
Вільям М. Дженнінгс (14 грудня 1920 — 17 серпня 1981) був власником клубу та одним з директорів розпорядників Національної хокейної ліги.
Народився в Нью-Йорку, жив в Нью-Йорку, вболівав за Нью-Йорк та ще й за хокей, Дженнінгс був власником клубу «Нью-Йорк Рейнджерс» з 1959 року аж до своєї смерті в 1981 році. За цей час, «Рейнджери» ставали претендентами на Кубок Стенлі. Дженнінгс доклав значних зусиль , щоб започаткувати Лестер Патрік Трофі в 1966 році, якого він і здобув аж в 1971 році. Він був обраний до Зали хокейної Слави в 1975 році, і Сполучених Штатах Хокейний Зал слави в 1981 році. А «Вільям М. Дженнінгс Трофі» було названо на його честь за його заслуги в розбудову та популяризацію хокею в Північній Америці, благодійність і суспільну значущість цієї людини.

## Особливі моменти
- Одного разу було зроблено виняток з правила, коли мінімальна кількість зіграних ігор воротарем повинна бути 25, щоб мати право на трофей, але в рік локауту й в скороченому сезоні 1994-95 років, необхідну мінімальну кількість ігор звели до чотирнадцять.
- Шістьом воротарям вдалося виграти обидві воротарські кубки в один сезон: Патрік Руа (1988-89 і 1991-92), Ед Бельфур (1990-91 і 1992-93), Домінік Гашек (1993-94 і 2000-01), Мартін Бродо (2002-03, 2003-04), Мікка Кіпрусофф (2005-06) і Тім Томас (2008-09).
- Патрік Руа вигравав трофей п'ять разів, поки що це найбільше за будь-якого воротаря НХЛ. Бельфор і Бродо ділять другу позицію — кожен виграв трофей чотири рази, а Браян Гейвуд — тричі.
- «Нью-Джерсі Девілс» завоювали трофей чотири рази, а команди «Баффало Сейбрс» і «Чикаго Блекгокс» перемагали тричі кожна.

## Перелік володарів «Вільям М. Дженнінгс Трофі»
| Сезон              | Переможець        | Команда             | Пропущено шайб командою | Кількість трофеїв |
| ------------------ | ----------------- | ------------------- | ----------------------- | ----------------- |
| 1981-1982          | Рік Вемслі        | Монреаль Канадієнс  | 223                     | 1                 |
| 1981-1982          | Деніс Геррон      | Монреаль Канадієнс  | 223                     | 1                 |
| 1982-1983          | Роланд Мейленсон  | Нью-Йорк Айлендерс  | 226                     | 1                 |
| 1982-1983          | Біллі Сміт        | Нью-Йорк Айлендерс  | 226                     | 1                 |
| 1983-1984          | Алл Єнсен         | Вашингтон Кепіталс  | 226                     | 1                 |
| 1983-1984          | Піт Ріггін        | Вашингтон Кепіталс  | 226                     | 1                 |
| 1984-1985          | Том Баррассо      | Баффало Сейбрс      | 237                     | 1                 |
| 1984-1985          | Боб Савіньї       | Баффало Сейбрс      | 237                     | 1                 |
| 1985-1986          | Боб Фрос          | Філадельфія Флайєрс | 241                     | 1                 |
| 1985-1986          | Даррен Єнсен      | Філадельфія Флайєрс | 241                     | 1                 |
| 1986-1987          | Патрік Руа        | Монреаль Канадієнс  | 241                     | 1                 |
| 1986-1987          | Браян Гейвуд      | Монреаль Канадієнс  | 241                     | 1                 |
| 1987-1988          | Патрік Руа        | Монреаль Канадієнс  | 238                     | 2                 |
| 1987-1988          | Браян Гейвуд      | Монреаль Канадієнс  | 238                     | 2                 |
| 1988-1989          | Патрік Руа        | Монреаль Канадієнс  | 218                     | 3                 |
| 1988-1989          | Браян Гейвуд      | Монреаль Канадієнс  | 218                     | 3                 |
| 1989-1990          | Анді Моог         | Бостон Брюїнс       | 232                     | 1                 |
| 1989-1990          | Реджін Лемелін    | Бостон Брюїнс       | 232                     | 1                 |
| 1990-1991          | Ед Бельфур        | Чикаго Блекгокс     | 211                     | 1                 |
| 1991-1992          | Патрік Руа        | Монреаль Канадієнс  | 207                     | 4                 |
| 1992-1993          | Ед Бельфур        | Чикаго Блекгокс     | 239                     | 2                 |
| 1993-1994          | Домінік Гашек     | Баффало Сейбрс      | 218                     | 1                 |
| 1993-1994          | Грант Фюр         | Баффало Сейбрс      | 218                     | 1                 |
| 1994-1995          | Ед Бельфур        | Чикаго Блекгокс     | 115                     | 3                 |
| 1995-1996          | Кріс Осгуд        | Детройт Ред-Вінгс   | 181                     | 1                 |
| 1995-1996          | Майк Вернон       | Детройт Ред-Вінгс   | 181                     | 1                 |
| 1996-1997          | Мартін Бродер     | Нью-Джерсі Девілс   | 182                     | 1                 |
| 1996-1997          | Майк Дюнган       | Нью-Джерсі Девілс   | 182                     | 1                 |
| 1997-1998          | Мартін Бродер     | Нью-Джерсі Девілс   | 166                     | 2                 |
| 1998-1999          | Ед Бельфур        | Даллас Старс        | 168                     | 4                 |
| 1998-1999          | Роман Турек       | Даллас Старс        | 168                     | 1                 |
| 1999-2000          | Роман Турек       | Сент-Луїс Блюз      | 165                     | 2                 |
| 2000-2001          | Домінік Гашек     | Баффало Сейбрс      | 184                     | 2                 |
| 2001-2002          | Патрік Руа        | Колорадо Аваланч    | 169                     | 5                 |
| 2002-2003          | Мартін Бродер     | Нью-Джерсі Девілс   | 166                     | 3                 |
| 2002-2003          | Роман Чехманек    | Філадельфія Флайєрс | 166                     | 1                 |
| 2002-2003          | Роберт Еш         | Філадельфія Флайєрс | 166                     | 1                 |
| 2003-2004          | Мартін Бродер     | Нью-Джерсі Девілс   | 164                     | 4                 |
| 2004-2005          | локаут            | -                   | -                       | -                 |
| 2005-2006          | Міїкка Кіпрусофф  | Калгарі Флеймс      | 200                     | 1                 |
| 2006-2007          | Ніклас Бегстьом   | Міннесота Вайлд     | 191                     | 1                 |
| 2006-2007          | Менні Фернандез   | Міннесота Вайлд     | 191                     | 1                 |
| 2007-2008          | Домінік Гашек     | Детройт Ред-Вінгс   | 184                     | 3                 |
| 2007-2008          | Кріс Осгуд        | Детройт Ред-Вінгс   | 184                     | 2                 |
| 2008-2009          | Тім Томас         | Бостон Брюїнс       | 196                     | 1                 |
| 2008-2009          | Менні Фернандез   | Бостон Брюїнс       | 196                     | 2                 |
| 2009-2010          | Мартін Бродер     | Нью-Джерсі Девілс   | 191                     | 5                 |
| 2010-2011          | Роберто Луонго    | Ванкувер Канакс     | 185                     | 1                 |
| 2010-2011          | Корі Шнайдер      | Ванкувер Канакс     | 185                     | 1                 |
| 2011-2012          | Браєн Елліотт     | Сент-Луїс Блюз      | 165                     | 1                 |
| 2011-2012          | Ярослав Галак     | Сент-Луїс Блюз      | 165                     | 1                 |
| 2012-2013 (локаут) | Корі Кроуфорд     | Чикаго Блекгокс     | 102                     | 1                 |
| 2012-2013 (локаут) | Рей Емері         | Чикаго Блекгокс     | 102                     | 1                 |
| 2013-2014          | Джонатан Квік     | Лос-Анджелес Кінгс  | 174                     | 1                 |
| 2014-2015          | Корі Кроуфорд     | Чикаго Блекгокс     | 189                     | 2                 |
| 2014-2015          | Кері Прайс        | Монреаль Канадієнс  | 189                     | 1                 |
| 2015-2016          | Фредерік Андерсен | Анагайм Дакс        | 192                     | 1                 |
| 2015-2016          | Джон Гібсон       | Анагайм Дакс        | 192                     | 1                 |
| 2016-2017          | Брейден Голтбі    | Вашингтон Кепіталс  | 182                     | 1                 |
| 2017-2018          | Джонатан Квік     | Лос-Анджелес Кінгс  | 203                     | 2                 |
| 2018-2019          | Томас Грайсс      | Нью-Йорк Айлендерс  | 191                     | 1                 |
| 2018-2019          | Робін Ленер       | Нью-Йорк Айлендерс  | 191                     | 1                 |
| 2019-2020          | Туукка Раск       | Бостон Брюїнс       | 174                     | 1                 |
| 2019-2020          | Ярослав Галак     | Бостон Брюїнс       | 174                     | 2                 |
| 2020-2021          | Марк-Андре Флері  | Вегас Голден Найтс  | 124                     | 1                 |
| 2020-2021          | Робін Ленер       | Вегас Голден Найтс  | 124                     | 2                 |
| 2021-2022          | Фредерік Андерсен | Кароліна Гаррікейнс | 202                     | 2                 |
| 2021-2022          | Антті Раанта      | Кароліна Гаррікейнс | 202                     | 1                 |
| 2022-2023          | Лінус Ульмарк     | Бостон Брюїнс       | 177                     | 1                 |
| 2022-2023          | Джеремі Свеймен   | Бостон Брюїнс       | 177                     | 1                 |
| 2023-2024          | Коннор Еллебюйк   | Вінніпег Джетс      | 199                     | 1                 |
| 2024-2025          | Коннор Еллебюйк   | Вінніпег Джетс      | 191                     | 2                 |